# Diva (ТВ канал)
Дива (енгл. Diva) је Азијски и Европски кабловски и сателитски канал у власништву Јуниверзал Нетворкс Интернашонал. Канал је доступан код многих кабловских и сателитских оператерна на Блиском истоку од 1. октобра 2003. године.
Канал се емитује у Сингапуру, Малезији, Индонезији, Макау, Тајвану, Тајланду, Шри Ланки, Кини, Индији, Непалу, Пакистану, Вијетнаму, Хонг Конгу, Малдивима, Брунеју, Србији, Словенији и Хрватској.